# Ixia (companie)
Ixia este o companie de IT&C din Statele Unite ale Americii, furnizor de sisteme de testare a performanțelor a rețelelor și serviciilor bazate pe protocolul IP care operează în 30 de țări.
Compania cu sediul central în Calabasas, California deține centre de dezvoltare în Statele Unite, Canada, India și România și are aproximativ 1.400 de angajați în toată lumea.
Compania mai are de asemenea un sediu de suport și vânzări în Marea Britanie. 
Ixia furnizează sisteme de verificare și platforme de verificare a serviciilor pentru rețele cablate și wireless.
Soluțiile de testare ale companiei sunt folosite pentru a verifica dacă rețelele de IP operează fiabil în condiții de încărcare maximă și dacă sunt sigure în fața atacurilor cibernetice.
Clienții importanți ai Ixia sunt companiile fabricante de echipamente de rețele, cum ar fi Cisco și Alcatel-Lucent, furnizori de internet cum ar fi NTT și Deutsche Telekom, precum și multe corporații și agenții guvernamentale.
Ixia oferă o platformă hardware cu interfețe interschimbabile, care folosesc un singur set de aplicații și API-uri, ce le permit clienților să creeze un singur sistem de test integrat.
Rețelele pe care sistemele Ixia le pot analiza pot fi de tip Ethernet, SONET și rețelele ATM.

## Istoric
Ixia a fost fondată în 1997 de Errol Ginsberg și Joel Weissberger.
Fiind o companie axată pe testare a sistemelor IP/Ethernet, achiziția companiei Catapult Communications din iunie 2009 a făcut din Ixia un jucător și pe piața de sisteme wireless.
În 2009, Ixia a făcut a doua achiziție importantă, cumpărând linia de produse N2X Data Networks de la compania Agilent Technologies pentru suma de 44 de milioane de dolari.
În iulie 2011, Ixia și-a extins capacitățile de testare prin achiziția companiei de testare a rețelelor wireless - VeriWave, Inc. in July, 2011.
În iunie 2012, Ixia a finalizat achiziția firmei Anue Systems, Inc., dezvoltator de top al soluțiilor de vizibilitate a rețelelor.
În august 2012, compania a achiziționat firma BreakingPoint Systems, lider în domeniul testării securității rețelelor.
În octombrie 2013, Ixia a achiziționat firma Net Optics, dezvoltator de top al soluțiilor de vizibilitate a rețelelor.

## Ixia în România
Centrul de dezvoltare software din București a fost deschis după achiziția, în februarie 2004, a companiei G3 Nova Romania, înființată de Mihai Moldovan și Ovidiu Rancu 
și specializată în testare de echipamente telecom.
Împreună cu alte companii românești de IT, Ixia organizează concursul anual numit How To Web.
Număr de angajați:
- 2013: 400 [10]
- 2010: 200 [3]
- 2005: 100 [4]
- 2004: 30 [4]

Cifra de afaceri în 2009: 7 milioane euro